# میشائیل لانگ (بازیکن فوتبال)
میشائیل ریکو لانگ (آلمانی: Michael Rico Lang؛ زاده ۸ فوریهٔ ۱۹۹۱) بازیکن فوتبال اهل سوئیس است.
وی همچنین در تیم ملی فوتبال سوئیس بازی کرده‌است.